# Santissima Annunziata (Firenze)
A Santissima Annunziata Firenze egyik temploma, a róla elnevezett Piazza della Santissima Annunziata téren áll. Hét firenzei nemes alapította 1250-ben, Szűz Mária tiszteletére. A nemesek lemondtak vagyonukról, és a várostól 9 km-re fekvő Senario-hegyre vonultak vissza, ahol megalapították a szervita rendet. A templomot a quattrocento idején Michelozzo tervei szerint átalakították. Ekkor épült árkádos előcsarnoka, melyet Andrea del Sarto díszített freskókkal az 1510-es években, ami miatt az előcsarnok híresebb, mint maga a templom. A freskók akkor készültek, amikor Filippo Benizzit, a hét nemes egyikét szentté avatták, és életének eseményeit meg akarták örökíteni.